# カルロ・アイロルディ
カルロ・アイロルディ（Carlo Airoldi、1869年9月21日 - 1929年6月18日）は、イタリアの元陸上競技選手である。彼は1896年に開催されたアテネオリンピックへ出場するために徒歩でアテネに向かったことで、今日まで名を残した選手である。

## 前半生
カルロ・アイロルディは、1869年にイタリアのサロンノ近くにあるオリッジョ（現在のイタリア共和国ロンバルディア州ヴァレーゼ県オリッジョ）で農家の息子として生まれた。ヴァレーゼ県でスポーツの試合に出ていた彼は、後に国外でも通用するレベルの選手に成長した。1892年には、レッコとミラノ間のマラソンと、ミラノとトリノ間のマラソンで勝ち、すぐに有名になって、当時の傑出したマラソン選手の一人とみなされるようになった。1895年9月には、ミラノとバルセロナ間のマラソンで優勝し、2000ペセタの賞金を得ている。

## オリンピックへ
アイロルディは、1896年のアテネオリンピックへの参加を希望していた。しかし、彼にはアテネに行くための旅費がなかった。彼は幾らかのお金を当時有名だった「La Bicicleta」という雑誌の社長から受け取って、安上がりでアテネへの旅行をする提案をした。アイロルディは、オーストリア、トルコ、そしてギリシャを徒歩で横断して、アテネへの旅程を走りぬくことに決めた。1日に70キロメートルの距離を走れば、マラソン競技の実施時までにアテネに到着する計算だった。雑誌社は彼の旅程の全てを記録することにして、必要な物資と情報を供給することになった。
雑誌社はアイロルディの旅の開始を容認した。彼は最初にミラノまで何の問題もなく到着した。次に彼は、クロアチアの海岸線沿いにコトルとケルキラ島を通過する計画を立てた。しかし、ドゥブロヴニクに到着する前に彼は転倒して手を負傷してしまい、2日間の休養を余儀なくされることになった。アイロルディは徒歩でアルバニアを横断できないと言われたため、オーストリアの船でギリシャの都市パトラへ赴き、それからアテネへ鉄道の路線沿いに徒歩で向かった。
アイロルディは、アテネへの旅を28日かけてやり遂げた。けれども、彼は不運にもオリンピックのマラソン競技への参加を許可されなかった。オリンピック組織委員会の上層部は、かつてアイロルディがミラノとバルセロナ間のマラソンで賞金を受け取っていたことを問題視して彼をプロの運動選手とみなし、参加を拒否したのである。イタリア当局はオリンピック組織委員会に電報で彼の参加を打診したが、それでも決定は覆らなかった。イタリア国民は、ギリシャの選手をオリンピックで勝たせるために、強敵となるアイロルディの参加を許さなかったのだろうと受け取った。アイロルディは最終決定を拒否した。彼はそれからアテネオリンピックマラソン競技の覇者スピリドン・ルイスにレースでの対戦を申し込んだが、ルイスがこの挑戦を受けることはなかった。

## その後
故国イタリアに帰国した後のアイロルディは、ルイスが打ち立てた記録を破ることに何度も挑戦したが、その試みは失敗に終わった。彼は主にロンバルディア州やスイスでレースへの出場を続けた。彼はスイスで結婚し、ベルンとチューリッヒで働いた。レースから引退した後、彼は南アメリカへ移住した。